# Ōgimi
Ōgimi (大宜味村?) è un villaggio giapponese del distretto di Kunigami, nella prefettura di Okinawa. Diverse indagini su questo villaggio, hanno evidenziato come la sua popolazione possa vantare il miglior tasso di longevità al mondo e un alto numero di centenari in rapporto al numero di abitanti. A grandi linee, è comunque tutto l'arcipelago a registrare questo eccellente record, infatti negli ultimi decenni sono stati svolti studi approfonditi riguardo alla longevità a Okinawa.

## Geografia
Ōgimi si trova nel nord di Okinawa e si affaccia sulla costa occidentale dell'isola. Il villaggio si sviluppa in un territorio ricoperto da una fitta area forestale, che si estende fino al 78% del territorio municipale. Ci sono poche pianure ad eccezione del litorale, si tratta per lo più di un luogo montuoso.

## Economia
Il villaggio trae vantaggio dall'utilizzo del suo fertile suolo, infatti le attività maggiormente diffuse sono agricoltura, allevamento, pesca e la raccolta di alcuni tipi di alga. Nel tentativo di attirare turisti, il villaggio cerca di valorizzare quindi il proprio paesaggio rurale e naturalistico. Altro punto forte dell'economia locale è l'artigianato, in particolare i prodotti in ceramica di Ōgimi sono molto rinomati. La ceramica locale viene chiamata con il nome di Yachimun.